# Mara (Espagne)
Pour les articles homonymes, voir Mara.
Mara est une commune d’Espagne, dans la province de Saragosse, communauté autonome d'Aragon comarque de Comunidad de Calatayud.